# Carl Nielsen (parodist)
 Der er flere personer med dette navn, se Carl Nielsen  (flertydig).
Carl Nielsen (født 9. juni 1933 i Thisted, død 16. februar 2022) var en dansk parodist, entertainer og skuespiller. Især kendt for sine fine parodier på diverse politikere.
Medvirkede på adskillige LP'er både med parodier (som "Dav! Dav!" (1987) og "De er der alle sammen" (1987)), viser og hørespil ("Tak for sangen Carl" og "6 dejlige eventyr" m.fl.).
Desuden biroller i flere film.